# Roethgraben
Der Roethgraben ist ein etwas über einen Kilometer langer linker Zufluss des Buchgrabens beim Dorf Ostheim der Gemeinde Westheim im mittelfränkischen Landkreis Weißenburg-Gunzenhausen. 

## Geographie

### Verlauf
Der Roethgraben entspringt im Waldgebiet Stockholz auf einer Höhe von 590 m ü. NHN östlich von Ostheim an den nordwestlichen Hängen des Rechenbergs unterhalb einer Höhle im Wald. Er fließt stets in nordwestliche bis westliche Richtung. Im Wald nimmt er zunächst einen sehr kurzen linken Zufluss auf. Nach weniger als 500 Metern verlässt er den Wald und fließt in seiner natürlichen Mulde weiter und folgt dabei Feldwegen durch offene Flur. Nach etwa 700 Metern mündet von rechts ein mit etwa 400 Metern diesmal etwas längerer rechter Waldbach, danach speist er nacheinander eine Kette aus einem halben Dutzend Kleinteichen. Nach einem Westknick berührt er den Sportplatz von Ostheim an der Nordseite und durchläuft einen etwas größeren Weiher wenige Schritte vor seinem Vorfluter. Nach Wiederaustritt mündet der Roethgraben nach einem Lauf von insgesamt rund 1,3 Kilometern Länge auf einer Höhe von 474 m ü. NHN nordöstlich von Ostheim von links bzw. von Osten in den Buchgraben.

### Einzugsgebiet
Der Roethgraben entwässert etwa 0,7 km². Das Einzugsgebiet liegt dabei meist in westnordwestlicher Richtung zum Buchgraben. Die höchsten Stellen im Einzugsgebiet liegen auf dem nördlichen Rechenberg, etwa 638 m ü. NHN, nahe der Quelle des Roethbachs. 
An seiner nördlichen Grenze grenzt sein Einzugsgebiet an das des Buchgrabens. Weiter östlich schließt sich das Einzugsgebiet der „Westlichen“ Rohrach an. Auf der Südseite grenzt das Einzugsgebiet an das des Riedgrabens, der in den Bruckbach mündet. Der Bruckbach entsteht etwas oberhalb von Ostheim aus dem Zusammenfluss des Buchgrabens mit einem weiteren Bach. Alle genannten Bäche fließen am Ende in die Wörnitz.
Das Einzugsgebiet liegt im Naturraum Vorland der Südlichen Frankenalb, wenig westlich der Nordspitze des Hahnenkamms. Die Quelle und der oberste Lauf liegen im Weißjura, von dem eine Schichtinsel den Rechenberg deckt, die übrigen Abschnitte im Braunjura.